# Freixo de Cima
Freixo de Cima is een plaats (freguesia) in de Portugese gemeente Amarante en telt 2 196 inwoners (2001).